# Barbula calycina
Barbula calycina là một loài Rêu trong họ Pottiaceae. Loài này được Schwägr. mô tả khoa học đầu tiên năm 1823.